# چیز گمشده
چیز گمشده (به انگلیسی: The Lost Thing) یک کتاب تصویری است که توسط شان تن نوشته و مصور شد. این کتاب در سال ۲۰۱۰ در یک انیمیشن کوتاه ۱۵ دقیقه ای به کارگردانی شان تان و اندرو روهمان و گویندگی تیم مینچین اقتباس شد. این فیلم برنده جایزه اسکار بهترین پویانمایی کوتاه شد. این فیلم در سال ۲۰۱۱ نامزد جایزه هوگو برای بهترین نمایش دراماتیک، فرم کوتاه شد.

## داستان
یک روز پسری، موجودی عجیب را کشف می‌کند که به نظر می‌رسد ترکیبی از خرچنگ، اختاپوس و دیگ صنعتی باشد. راوی از این موجود به عنوان «چیزی گمشده» یاد می‌کند. او متوجه می‌شود که این موجود گم شده و در جای خود نیست. او تلاش می کند تا صاحب یا منبع آن را بیابد...